# میرزا سید ابوالحسن‌خان قاضی‌نوری
میرزا سید ابوالقاسم خان قاضی نوری  از واعظان و سیاستمداران ایرانی بود، که در دوره‌  هفتم بعنوان نماینده ورامین در مجلس شورای ملی حضور داشت.